# Necronomidol
Necronomidol (Kofferwort aus dem fiktiven Grimoire „Necronomicon“ von H. P. Lovecraft und „Idol“) ist eine im Jahr 2014 gegründete Kawaii-Metal-Idol-Gruppe aus Tokio.

## Musikalischer Stil
Die Musik der Idol-Gruppe wurde als eine Fusion aus japanischer Popmusik mit diversen anderen Musikrichtungen erstreckend von Industrial über Punk-Rock, Darkwave Witch House und Shoegazing bis hin zum Heavy Metal beschrieben, wobei sich die Musikerinnen dabei auf die Spielart des Black Metal spezialisiert haben. Aufgrund dessen wird die Musik von Necronomidol als Kawaii- bzw. Post-Black-Metal beschrieben.
Thomas Becker von der deutschen Online-Musikplattform Powermetal.de macht zudem musikalische Einflüsse von Ska und dem 80er-Jahre Synthpop aus. Die Texte sind überwiegend von H. P. Lovecrafts „Cthulhu-Mythos“ geprägt.
Die Idol-Gruppe wird zur Alternative- bzw. Anti-Idol-Bewegung gezählt.

## Werdegang

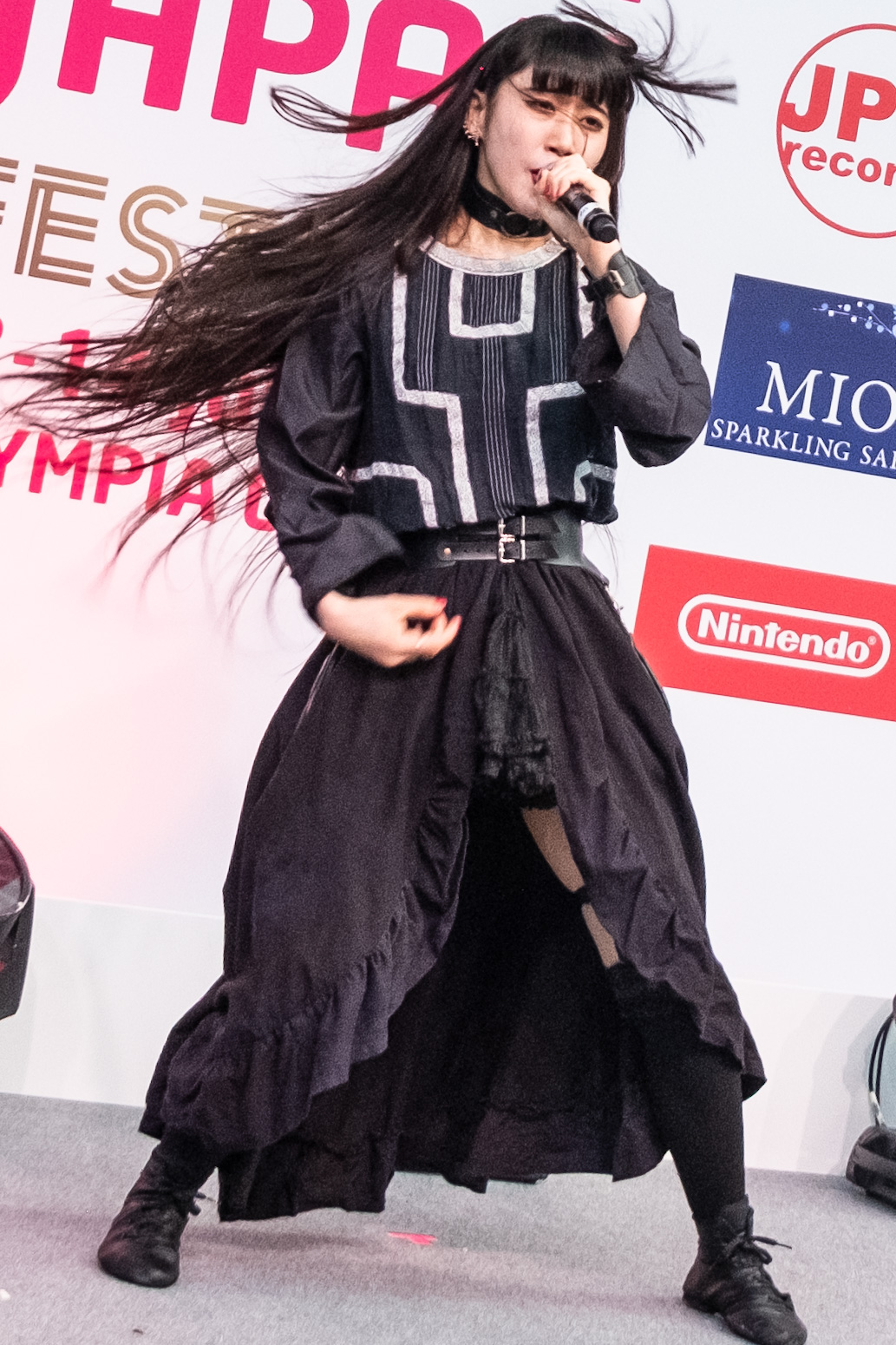
Himari Tsukishiro, Mitglied von Necronomidol, auf dem Hyper Japan Fest in London (2019)

Necronomidol wurde im Februar des Jahres 2014 in der japanischen Hauptstadt Tokio als Oktett ins Leben gerufen und hatte seit Beginn der musikalischen Aktivitäten mit häufigen Besetzungswechseln zu kämpfen. So ist keine der acht Sängerinnen aus der Ursprungsbesetzung mehr bei Necronomidol aktiv; bereits vier von ihnen verließen bereits im Gründungsjahr die Gruppe. Die Gruppe wird zur Anti-Idol-Bewegung gezählt.
Von 2015 bis 2020 veröffentlichten Necronomidol drei vollwertige Studioalben, vier EPs sowie fünf Singles. Das erste Album, Nemesis, aus dem Jahr 2016 erreichte eine Notierung in den japanischen Musikcharts, wo es sich auf Platz 247 positionieren konnte und eine Woche lang verblieb. Zudem schaffte das Lied Exitium den Sprung in die heimischen Singlecharts, wo es auf dem 127. Platz einstieg und ebenfalls eine Woche lang verblieb.
In den Jahren 2018 und 2019 absolvierte die Idol-Gruppe zwei Tourneen durch Europa. Ihr erstes Konzert in Deutschland absolvierte die Gruppe am 21. Juli 2019 im Rahmen der Necronomidol European Inquisition Tour im Blue Shell in Köln. Überdies fanden Konzerte in Neukaledonien statt. 2018 spielten Necronomidol ein Konzert auf dem H.-P.-Lovecraft-Filmfestival in Portland im Bundesstaat Oregon. Im November des gleichen Jahres folgte ein Konzert in New York City im Rahmen des The New York Asia Music Festivals.

## Diskografie
Studioalben
- 2016: Nemesis
- 2017: Deathless
- 2018: Voidhymn
- 2021: Vämjelseriter

EPs
- 2016: From Chaos Born
- 2017: Dawnslayer
- 2018: Strange Aeons
- 2019: Scions of the Blasted Heath
- 2021: Cursebreaker
- 2022: l’appel du vide

Singles
- 2015: Ikotsu Mōfubuki
- 2015: Reikon Shōmetsu
- 2015: Etranger
- 2015: Exitum
- 2020: TUPILAQ
- 2020: santa sangre